# عبد الله حسن بن احميدة
عبد الله حسن بن حميدة (مواليد 1954) سياسي ودبلوماسي موريتاني شغل لفترة وجيزة منصب وزير الشؤون الخارجية والتعاون في عام 2008.

## نبذة
ولد ابن احميده في إينشيري. بعد العمل في إذاعة موريتانيا، وشغل منصب المستشار الأول في السفارات الموريتانية في دول متعددة من 1982 إلى 2000م. ثم عمل مستشارًا لوزير الخارجية والتعاون من 2000 إلى 2003 م، والأمين العام لوزارة الثقافة من 2004 إلى 2005 م، والأمين العام لوزارة التهذيب الوطني من 2005 إلى 2006م.
بعد ذلك، عمل سفيراً في ليبيا من 2006 إلى 2008م، ثم عُيّن وزيراً للخارجية والتعاون في الحكومة التي أُعلن عنها في 15 يوليو 2008. لكنه شغل هذا المنصب لفترة وجيزة فقط؛ حيث تمت الإطاحة بالرئيس سيدي ولد الشيخ عبد الله في انقلاب عسكري في 6 أغسطس / آب 2008، واستُبدل حميدة كوزير للخارجية بمحمد محمود ولد محمدو في الحكومة التي عينها المجلس العسكري في 31 أغسطس / آب.